# Herbert Petschow
Herbert Paul Hermann Petschow (* 26. Dezember 1909 in Dresden; † 28. Juni 1991 in Bad Kissingen) war ein deutscher Rechtshistoriker und Altorientalist. Seine wissenschaftliche Karriere war wohl eine der außergewöhnlichsten deutsch-deutschen Akademikerkarrieren in der Zeit des Ost-West-Konfliktes. Der Umgang mancher hochschulpolitischer Entscheidungsträger der ehemaligen DDR mit Petschow war ein Beispiel für die ideologisch und mithin unsachgemäß geführte Hochschulpolitik der DDR.

## Ausbildung und erste berufliche Stationen (vor 1945)
Herbert Petschow wurde 1909 als Sohn eines Bäckers geboren. Petschow studierte nach dem Abitur 1930 an der Sächsischen Landesschule in Dresden an der Universität Leipzig Rechtswissenschaften. Dort wurde er durch Martin David auf das altorientalische Recht aufmerksam und studierte bei dem Rechtshistoriker Paul Koschaker, dem Rechtshistoriker Martin David, dem Assyriologen Benno Landsberger und dem Orientalisten Franz Heinrich Weißbach. Nach dem 1. juristischen Staatsexamen 1934 arbeitete er als Gerichtsreferendar am OLG Dresden. Danach legt er 1937 das 2. Juristische Staatsexamen ab. Nach anschließender, kurzer Tätigkeit als juristischer Hilfsarbeiter bei „Rechtsanw. Dr. Eibes, Dr. Gross, Dr. Bürger, Walter“ in Dresden wurde Petschow bis 1942 (bzw. 1945) juristischer Mitarbeiter bei der Wanderer-Werke AG. Siegmar-Schönau. Währenddessen wurde er 1939 in Leipzig bei Paul Koschaker mit einer Arbeit zu neubabylonischen Kaufformularen promoviert.

## Nachkriegszeit und Habilitation
Nach dem Zweiten Weltkrieg arbeitete Petschow nach eigenen Angaben von Juni 1945 bis Januar 1946 zunächst als Bauhilfsarbeiter (bei „Regenfuss, Nürnberg“), an anderer Stelle schrieb Petschow, dass er zu dieser Zeit in der Landwirtschaft tätig gewesen sei (was allerdings kein Widerspruch sein muss), 1946–1950 folgte die Mitarbeit in einer Arztpraxis (bei „Dr. Langer, Neunheiligen“) in Thüringen, von März 1952 bis Januar 1954 war er Steuerberater (bei „C. Gorschalki, Weinböhla; zuletzt in Treuhandverwaltung)“ in Sachsen bzw. im Bezirk Dresden (da 1952 die Auflösung der Länder erfolgte). Petschow bezeichnete sich für den Zeitraum von 1945/46 bis 1954 selbst als „freien Rechtshistoriker“. Dass diese Bezeichnung gerechtfertigt war, zeigen zwei, neben reinen Brotberufen entstandene Aufsätze aus diesen Jahren, die beide in namhaften Zeitschriften veröffentlicht wurden.
Erst seit 1954 konnte er sich ganz der wissenschaftlichen Tätigkeit widmen und arbeitete als wissenschaftlicher Assistent am Orientalischen Institut der Karl-Marx-Universität (KMU) in Leipzig, wo er im Herbst 1955 ein Habilitationsgesuch mit einer Schrift zur neubabylonischen Rechtsgeschichte einreichte.
Zunächst waren Albrecht Alt, Erwin Jacobi und Siegfried Morenz für die Begutachtung vorgesehen. Jacobi schrieb daraufhin, er könne „das Referat mangels Zuständigkeit nicht übernehmen […], aber als Referenten Herrn Professor Dr. Kunkel – Heidelberg empfehle[n].“ Wolfgang Kunkel wurde daraufhin angeschrieben und er übernahm die Begutachtung. Kunkel bewertete die Arbeit, wie auch die anderen Gutachter sehr positiv. Der so entstandene Kontakt Petschows mit Kunkel führte noch 1956 zum Beginn eines mehrjährigen Ringens um Petschow zwischen der KMU Leipzig und der Universität München (LMU).

## Das erste Ringen zwischen KMU und LMU um Petschow (1956)
Nachdem Kunkel 1956 an die LMU gewechselt und dort das Leopold-Wenger-Institut für Rechtsgeschichte begründet hatte, bat er Petschow beim Aufbau des Instituts mitzuwirken. Das Institut erwarb unter anderem die umfangreiche Bibliothek des kurz zuvor verstorbenen Rechtshistorikers Mariano San Nicolò. Kunkel erhoffte sich nun von Petschow, dass er in gewissem Umfang bereits die von San Nicolò vertretenen Forschungsrichtung für altorientalische Rechtsgeschichte übernehmen sowie die Herausgabe des Nachlasses von San Nicolò besorgen könnte.
Petschow beantragte dazu erstmals am 18. Juni 1956 eine Dienstreise nach München. Gleich auf den Tag nach Petschows Antrag datiert ein Schreiben des Leipziger Morenz‘ vom 19. Juni 1956 in dem er „in fast beschwörender Weise“ seine Fakultät bat, alles zu tun, was einer Verleihung der Dozentur an Petschow und der offiziellen Zustimmung zu gleichzeitiger Tätigkeit in München und Leipzig dienlich sei. Der von SED-nahen Wissenschaftlern abwertend „Bürgerlicher“ genannte Morenz, der in Leipzig eine eigene Agenda verfolgte, steht mit seiner Bitte nicht allein: Der Rat der Philosophischen Fakultät war sich der Gefahr, dass Petschow nach München gehen könnte, bewusst und er war in der Mehrzahl auch Willens das Staatssekretariat für Hochschulwesen (SfH) der DDR davon zu überzeugen, dass dieser Verlust verhindert werden müsste.
Ohne dieses SfH und der übergeordneten Abteilung Wissenschaft beim ZK der SED – in Fragen, die als besonders heikel angesehen werden auch nicht ohne das allem übergeordnete Politbüro – fiel in der schon relativ stark zentralisierten ostdeutschen Hochschulwelt zu dieser Zeit kaum noch eine wichtige Entscheidung. So auch hier: Die Abteilung Arbeit der KMU unterrichtete den Rektor, dass vom Staatssekretariat eine Planstelle genehmigt werden müsse, wenn Petschow zu Dozenten ernannt werden solle. Das SfH selbst forderte eine Einschätzung der Kaderabteilung der KMU zu Petschow an. Dort äußerte man sich skeptisch gegenüber einer Doppeltätigkeit wie auch der Dozentur. Es wurde auf Petschows Vergangenheit und seine „gegenwärtige politische Indifferenz“ verwiesen. Nicht erwähnt wurde seine soziale Herkunft.
Doch trotz dieser schon so starken Einschränkung der universitären Selbstverwaltung durch die SED und der ideologisch einseitig begründeten Skepsis der Kaderabteilung gegenüber Petschow rang neben der Philosophischen Fakultät bald auch der Prorektor der KMU um Petschow. Zur Entscheidungsfindung wurde daher eine so genannte „Aussprache“ mit Petschow im Staatssekretariat angesetzt. Dieses Gespräch führte Petschow mit der Hauptreferentin der zuständigen Abteilung. (Diese Mitarbeiterin des SfH sollte in den kommenden drei Jahren fast immer die Schnittstelle zwischen Petschow und dem SfH bzw. der Abt. Wissenschaften beim ZK sein. Vorausgreifend sei hier schon angemerkt, dass sie Petschow und seinen Fürsprechern in Leipzig meist entgegenzukommen sucht.) Es wurde festgehalten: Aus arbeitsrechtlicher Sicht sei ein doppeltes Anstellungsverhältnis nicht möglich, d. h. es wäre nur eine Dozentur an einer plus ein Lehrauftrag an der jeweils anderen Universität möglich. Petschow wolle daher eine Dozentur in Leipzig. Er wolle die Tradition Koschakers bzw. Leipzigs als Zentrum der altorientalischen Rechtsgeschichte fortsetzen. Andererseits sei die Arbeit in München ebenfalls wichtig, sie könne nur von ihm, Petschow, erbracht werden.
Im Ergebnis führten diese Erörterungen dazu, dass Petschow die gewünschte Dozentur in Leipzig erhalten sollte und er auch in München arbeiten durfte. Der Leiter der Abt. Theologische und Philosophische Fakultäten beim SfH vermerkte in Bezug auf die Doppeltätigkeit: „einv., da es sich hier um einen Einzelfall handelt.“ Anhand einer Hausmitteilung über die Ergebnisse des Gesprächs folgt daraufhin noch eine interne Prüfung bzw. Unterrichtung durch Aktenumlauf. Der stellvertretende Leiter der HA Lehre und Forschung ist demnach mit der Dozentur einverstanden, fügt aber hinzu: „Die Frage des Lehrauftrages an d. Univ. München muß mit Koll. […] besprochen werden.“ Gemeint war ein Mitarbeiter der so genannten „Abt. Westdeutschland“. Der notierte dazu: „Ich schlage vor, um Dr. Petschow fest an Leipzig zu binden und der Tatsache Ausdruck zu geben, daß er seinen akadem. Sitz in Leipzig hat,: ihm 50–60% seines Gehalts in den fraglichen 4 Monaten zu zahlen (Regelmäßiger Arbeitsurlaub nach München). Im übrigen ist diese Regelung, sofern Dr. P. in Leipzig fest verankert wird, durchaus zu begrüßen, da so unser Ansehen hebt [sic].“ Auf der Mitteilung sind noch weitere Unterzeichner zu sehen. Der höchste Entscheidungsträger in dieser Sache war demnach Franz Wohlgemuth, der Stellvertreter des Staatssekretärs, der neben seinem Kürzel allerdings nur „gesehen“ vermerkte.
Damit wird deutlich, dass Petschows Position als „der einzige Vertreter dieses Spezialgebietes in Gesamtdeutschland“ bei Entscheidungsträgern Begehrlichkeiten weckte. Andererseits zwang sie dieses Alleinstellungsmerkmal aber auch zu Kompromissen. Da die hier Verantwortlichen, zumal nach den Akten ohne Einschaltung der Abt. Wissenschaften beim ZK, zu diesen Kompromissen bereit waren, konnte Petschow – vorerst – gehalten werden. Er wurde von Wohlgemuth zum 1. September 1956 als Dozenten für das Fach Orientalische Rechtsgeschichte an der KMU ernannt. Und er reiste nun regelmäßig zu Lehr- und Forschungszwecken nach München.

## Das 2. Ringen zwischen KMU und LMU um Petschow (1957 bis 1959)
Doch schon 1957 setzte die zweite Runde ein: Kunkel bzw. die LMU beantragte beim Bayerischen Kultusministerium offenbar eine a. o. Professur für Petschow.
Nachdem man in Leipzig davon erfahren hatte, wurde im Gegenzug im Juni 1957 eine Professur mit Lehrstuhl oder mindestens mit vollem Lehrauftrag beim SfH beantragt. Darüber hinaus wollte man Petschow ein Institut für Orientalische Rechtsgeschichte aufbauen und leiten lassen. Erstaunlich; denn – bei aller Achtung gegenüber Petschows Leistungen davor und danach – zu diesem Zeitpunkt lagen gerade mal 375 veröffentlichte Seiten von ihm vor. Petschows Alleinstellungsmerkmal, dass bis hierhin zum Teil erarbeitet, zum Teil aber auch aus den beschriebenen widrigen Umständen hervorgegangen war, kam nun noch stärker zum Tragen als beim Antrag auf eine Dozentur von 1956.
Und zunächst schien auch diesmal der Verbleib Petschows in Leipzig möglich: Die Abt. Arbeit der KMU äußerte sich sehr zurückhaltend aber nicht vollkommen ablehnend über die finanzielle Möglichkeit einer Ernennung. Die Kaderabteilung stellte Petschows Vergangenheit diesmal ein wenig differenzierter und nicht ganz so negativ dar wie ein Jahr zuvor. (Man sei aber aufgrund der politischen Inaktivität Petschows insgesamt nicht in der Lage eine Beurteilung abgeben zu können.) Und das Rektorat der KMU sprach sich zwar wiederholt gegen eine Professur mit Lehrstuhl, dafür aber für eine Professur mit Lehrauftrag aus. Aus dem SfH hieß es, dass man angesichts dieser Informationen Klärungsbedarf sehe und man sich mit dem Dekan der Philosophischen Fakultät der KMU besprechen wolle.
Von da an wurde die zweite Runde im Ringen um Petschow deutlicher zäher und langwieriger als die Erste: Gesprächstermine kamen nicht zustande; die Kostenfrage konnte nicht abschließend geklärt werden; und das SfH wollte sich mit der (Nicht-)Beurteilung Petschows durch die Kaderabteilung nicht zufriedengeben, forderte sogar mehrfach eine Beurteilung durch die SED-Kreisleitung der KMU – die gegenüber dem Dekan eine solche Beurteilung zunächst ablehnte und schließlich 8 Monate nach dem ursprünglichen Antrag auf wiederholtes Drängen hin eine aussagelose Beurteilung schrieb.
Diese Beurteilung gab wohl trotz oder gerade wegen ihrer mangelnden Aussagekraft den entscheidenden Anstoß für Petschows späteren Wechsel nach München. Denn im SfH wollte man wahrscheinlich aufgrund der so entstandenen Unklarheit diesmal die Entscheidung nicht ohne das übergeordnete ZK fällen. Und von dort kommen für die Verhandlungen mit Petschow die Vorgaben „Aufgabe seiner Tätigkeit in München“ und ‚Professur mit Lehrauftrag, nicht mit Lehrstuhl‘.
Damit ist eine für Petschow unannehmbare Hürde aufgestellt worden. In einer erneuten „Aussprache“ stellte er klar, dass er zwar auf den Lehrstuhl verzichten würde, aber auf die Arbeitsmöglichkeiten in München ebenso wie auf die in Leipzig nicht verzichten könne. Mit den „Arbeitsmöglichkeiten“ meinte Petschow vor allem die „einmalige Spezialbibliothek“ in München und die auf Weißbachs Beständen aufgebaute sprachwissenschaftliche Bibliothek am Orientalischen Institut der KMU. Um auf international anerkanntem Niveau veröffentlichen zu können, bräuchte er beide Bibliotheken und er wäre unter Umständen sogar damit einverstanden, dass der Antrag auf eine Professur zurückgestellt, am derzeitigen Status aber nichts geändert werde.
So wurde offensichtlich auch verfahren, denn nach den Akten zu urteilen, änderte sich ein Jahr lang in Leipzig und Berlin nichts. Und auch in München schienen Kunkels Bemühungen nicht recht voranzukommen. Zwei Anträge des bayerischen Kultusministers waren zwischenzeitlich am Widerstand des Finanzministers gescheitert – in Berlin möglicherweise ein Grund nicht weiter tätig werden zu müssen.
1958 wurde in München ein dritter Antrag gestellt. Und während die vom ZK festgesetzte Verhandlungsposition in darauf erneut einsetzenden Schriftwechseln zwischen Berlin und Leipzig bestehen blieb, kam in München diesmal Bewegung in den Vorgang. Mit Schreiben vom 8. Juli 1959 aus München benachrichtigte Petschow das SfH und die KMU, dass für ihn in München ab dem 1. August 1959 der seit längerem angestrebte Lehrstuhl geschaffen werde. Da er um seine Entlassung aus der Dozentur an der KMU bat, war dieses Schreiben faktisch ein Kündigungsschreiben, mit dem er jedoch das Angebot, in Leipzig Gastvorlesungen zu halten, verband. Darüber hinaus bat er von München aus um die Möglichkeit der legalen Übersiedlung für seine Frau und sich selbst. Stand der Dinge in München am Tag dieser Kündigung war wohl, dass die finanzielle Seite geklärt war, aber der bayerische Landtag die Beschlussvorlage noch nicht entschieden hatte. Obwohl das wohl eher eine Formsache war, schien man in Leipzig und Berlin u. a. darum zu hoffen, dass noch etwas zu ändern sei. Denn dort wurden nun innerhalb von nur drei Tagen die aufgeschobenen Entscheidungen der vergangenen zwei Jahre getroffen, da „ein Verlust […] politisch nicht zu verantworten […]“ sei. Petschow sollte nun zum Professor mit Lehrstuhl und auch zum Leiter eines neu zu schaffenden Instituts für Orientalische Rechtsgeschichte werden.
Doch Petschow lehnte ab. Er wusste, dass er auch gar nicht anders konnte: Die Zurückweisung der faktisch schon bestehenden Professur in München wäre gegen jede Regel der Vernunft und der akademischen Bräuche; die Annahme beider Professuren andererseits beamtenrechtlich nicht möglich. Er bot aber erneut eine Gastprofessur an der KMU und darüber hinaus die Beibehaltung eines Wohnsitzes in der DDR neben seinem Münchner Wohnsitz an, drängte aber gleichzeitig auch auf legale Übersiedlung.

## Die Angst vor dem hochschulpolitischen Präzedenzfall
Obwohl die Zahl der (aus Sicht der DDR illegalen) Abwanderungen in den hier relevanten ausgehenden 50er Jahren deutlich zurückging blieb sie für die DDR doch ein ständiges Problem, insbesondere im hier relevanten Bereich der hochqualifizierten Fachkräfte. Vor diesem Hintergrund war man angesichts der geschaffenen Fakten im Staatssekretariat nun – in „Abstimmung mit dem ZK“ – an der legalen Übersiedlung Petschows bzw. der damit möglich werdenden Gastprofessur oder Gastvorlesungen interessiert. Doch es gab ein Problem: In Verhandlungen des Staatssekretariats mit dem Ministerium des Innern der DDR (MdI) stellte das MdI die legale Übersiedlung Petschows als möglich dar. Das Staatssekretariat selbst befürchtete jedoch einen hochschulpolitischen Präzedenzfall zu schaffen und wollte nun erreichen, dass Petschow DDR-Bürger bleibt. – Petschow wies das jedoch als beamtenrechtliche Unmöglichkeit zurück, er könnte lediglich seine zwei Wohnsitze in der DDR behalten. Als Verhandlungsmasse inzwischen nur noch Petschows Wunsch in Leipzig arbeiten und forschen zu können in der Hand lenkte das SfH bzw. die übergeordnete ZK-Abteilung schließlich trotz großer Bedenken ein.

## In München

### Angeordneter Abschwung: Die schrittweise Marginalisierung der Altorientalistik in Leipzig
In München wurde Petschow 1959 zunächst außerordentlicher Professor für Antike Rechtsgeschichte am „Leopold-Wenger Institut für Rechtsgeschichte“ der Universität. Nachdem er kurz darauf auch Bundesbürger geworden war, wurde mit der KMU 1960 ein Vertrag über eine Gastprofessur abgeschlossen, die während der vorlesungsfreien Zeit in München im März 1960 mit Vorlesungen und Übungen zum Keilschriftrecht begann. Mehr noch; mit Petschows Weggang nach München war zwar auch die Gründung des Institutes für Orientalische Rechtsgeschichte an der KMU hinfällig geworden, es gab aber weiterhin eine Abteilung für orientalische Rechtsgeschichte beim Orientalischen Institut und Petschow wurde 1960 zum kommissarischen Leiter der nun unter der Bezeichnung „Abteilung für altorientalisches Recht“ geführten Einrichtung ernannt. Die Gastprofessur, die Abteilungsleitung – das alles klingt trotz des Verlustes sehr ambitioniert und schwungvoll. Doch so ambitioniert es auch gewesen sein mag, schon ab 1960/61 gab es in Leipzig aufgrund angeordneter Umgestaltungen gar keine Fachstudenten für Altorientalistik mehr. Und so kam es eher zum angeordneten Abschwung.
1961/62 wurde in Leipzig nochmals umstrukturiert und das Institut für Orientalische Rechtsgeschichte mit der altorientalischen Abteilung des Orientalischen Instituts zusammengelegt. Die neue Abteilung hieß „Abteilung für Sprachen, Archäologie und Rechtsgeschichte des Alten Orients“. Petschow übernahm weiterhin die kommissarische Leitung. Alles was mit dem Alten Orient zu tun hatte, wurde nun zunehmend marginalisiert. Gefördert wurden hingegen alle Bereiche der Orientalistik, die den damals aktuellen politischen und wirtschaftlichen Interessen der DDR hätten dienlich sein können. Neben den Lehrveranstaltungen, die von wenigen Gaststudenten aus anderen Fachrichtungen besucht wurden, scheint sich Petschows Tätigkeit in Leipzig daher vor allem auf eigene Forschungsarbeit und Förderung der wenigen vorhandenen Nachwuchswissenschaftler konzentriert zu haben.
Vor allem mit zwei seiner Leipziger Schüler, Joachim Oelsner und Manfred Müller, arbeitete Petschow eng zusammen. In der ersten Hälfte der 60er bearbeiteten sie neu- und spätbabylonische Rechts- und Verwaltungsurkunden aus Ur. Doch sogar in dieser noch verbliebenen Marginalität findet sich noch ein deutlicher Beleg für angeordneten Abschwung: Neben anderen Gründen wurde die teilweise weit fortgeschrittene Bearbeitung nie druckreif, weil Oelsner und Müller wegen der „umfangreiche[n] Verpflichtungen im Rahmen der Erarbeitung der ‚Weltgeschichte von den Anfängen bis zur Herausbildung des Feudalismus‘“ die Fortführung der Bearbeitung untersagt wird.
Im Zuge der III. Hochschulreform wurde das Fach dann der Sektion Afrika- und Nahostwissenschaften angegliedert: das bisherige Orientalische Institut wird zum „Lehr- und Forschungsbereich Arabische Staaten“. Da dort endgültig nur noch die jüngere Geschichte eine Rolle spielen sollte, wurden die Ausbildungsbereiche Assyriologie, Sumerologie und Hethitiologie nach Halle verlegt. Und so fanden wahrscheinlich im Frühjahr 1970 die letzte Lehrveranstaltungen Petschows an der KMU statt.

### Petschow soll die KMU verlassen
Angesichts dieser Entwicklung schien 1971 manchem an der KMU die Vereinbarung mit Petschow obsolet und es wurde laut über die Auflösung der Vereinbarung nachgedacht. Einer der Schüler Petschows, Manfred Müller, machte sich jedoch erfolgreich für Petschows Verbleib stark. Da es keine Studenten mehr gab, war Petschow in der Folgezeit trotz anders lautender Vereinbarung in der DDR nur noch als Promotionsbetreuer und Forscher tätig. Er arbeitete nun auch öfters in Jena, wo die Hilprecht-Sammlung liegt, und er veröffentlichte zu dieser Arbeit 1974 auch eine Monographie in der DDR.
Dennoch dachte man 1976 erneut über die Auflösung der Vereinbarung mit der Begründung nach, dass es zwar keinen vergleichbaren Experten in der DDR gebe, Petschow aber als Vertreter seines Fachgebietes für die DDR auch nicht wirksam werde.
Schließlich kündigt Petschow, in München bereits seit drei Jahren emeritiert, 1978 vor allem aus Altersgründen selbst die Vereinbarung.

## Werk
Petschow zeigte am „Codex Hammurapi“, dass dessen Paragraphengerüst nicht mit unserer heutigen Rechtssystematik angegangen werden darf, sondern dass stattdessen das „Codex Hammurapi“ eine eigene altorientalische Systematik hat. Einzelne Rechtsmaterien wurden darin assoziativ behandelt, wobei die Assoziationspunkte keinem übergeordneten Prinzip untergeordnet waren.
Zwei seiner Schüler, Hans Neumann als Philologe in Münster und Gerhard Ries als Rechtshistoriker in München setzen die Forschungstradition fort.

## Schriften (Auswahl)
- Die neubabylonischen Kaufformulare (= Leipziger rechtswissenschaftliche Studien. Heft 118, ZDB-ID 530615-2). Weicher, Leipzig 1939.
- mit Mariano San Nicolò: Babylonische Rechtsurkunden aus dem 6. Jahrhundert v. Chr. (= Bayerische Akademie der Wissenschaften, Philosophisch-Historische Klasse. Abhandlungen. Neue Folge Heft 51 = Veröffentlichungen der Kommission zur Erschließung von Keilschrifttexten. Serie A, Stück 3, ZDB-ID 626082-2). Verlag der Bayerischen Akademie der Wissenschaften, München 1960, (Digitalisat).
- Mittelbabylonische Rechts- und Wirtschaftsurkunden der Hilprecht-Sammlung Jena. Mit Beiträgen zum mittelbabylonischen Recht (= Abhandlungen der Sächsischen Akademie der Wissenschaften zu Leipzig. Philologisch-Historische Klasse. Band 64, Heft 4, ISSN 0080-5297). Akademie-Verlag, Berlin 1974.